# Мадуро, Виктор
Виктор «Бито» Мадуро (нидерл. Victor 'Bito' Maduro; род. 23 июля 1964) — дзюдоист из Арубы.

## Биография
Окончил колледж в столице Арубы Ораньестаде.
Он представлял свою страну на её первых в истории летних Олимпийских играх 1988 года в Сеуле, где, среди прочего, был знаменосцем во время церемонии открытия.
На самих соревнованиях Мадуро выступал в среднем (до 86 кг) весе, автоматически прошёл первый раунд, но уступил во втором Чу Хенг Ану, представлявшему Китайский Тайбэй бронзовому призёру чемпионата Азии по дзюдо 1988, поэтому дальше не продвинулся.